# Cherré (Maine i Loara)
Cherré – miejscowość i dawna gmina we Francji, w regionie Kraj Loary, w departamencie Maine i Loara. W 2013 roku jej populacja wynosiła 543 mieszkańców. 
W dniu 15 grudnia 2016 roku z połączenia siedmiu ówczesnych gmin – Brissarthe, Champigné, Cherré, Contigné, Marigné, Querré oraz Sœurdres – powstała nowa gmina Les Hauts-d'Anjou. Siedzibą gminy została miejscowość Champigné. 